# Jacob Mulenga
Jacob Mulenga (sinh ngày 12 tháng 2 năm 1984) là một tiền đạo bóng đá người Zambia hiện tại thi đấu ở vị trí tiền đạo cho đội bóng Trung Quốc Liaoning F.C.. Anh được biết đến bởi tốc độ và sức mạnh trong thời gian ở Hà Lan, anh đã bỏ lỡ lần triệu tập với Zambia để thi đấu Cúp bóng đá châu Phi 2012 vì chấn thương đùi.

## Đời sống cá nhân
Mulenga là một người theo 
Thiên Chúa giáo.

## Quốc tế

### Bàn thắng quốc tế
Tỉ số và kết quả liệt kê bàn thắng của Zambia trước.
| #  | Ngày                | Địa điểm                                         | Đối thủ  | Tỉ số | Kết quả | Giải đấu                                     |
| -- | ------------------- | ------------------------------------------------ | -------- | ----- | ------- | -------------------------------------------- |
| 1. | 22 tháng 1 năm 2008 | Sân vận động Baba Yara, Kumasi, Ghana            | Sudan    | 2–0   | 3–0     | Cúp bóng đá châu Phi 2008                    |
| 2. | 13 tháng 1 năm 2010 | Sân vận động Quốc gia Tundavala, Lubango, Angola | Tunisia  | 1–0   | 1–1     | Cúp bóng đá châu Phi 2010                    |
| 3. | 17 tháng 1 năm 2010 | Sân vận động Quốc gia Tundavala, Lubango, Angola | Cameroon | 1–0   | 2–3     | Cúp bóng đá châu Phi 2010                    |
| 4. | 8 tháng 6 năm 2013  | Sân vận động Levy Mwanawasa, Ndola, Zambia       | Lesotho  | 1–0   | 4–0     | Vòng loại giải vô địch bóng đá thế giới 2014 |
| 5. | 8 tháng 6 năm 2013  | Sân vận động Levy Mwanawasa, Ndola, Zambia       | Lesotho  | 3–0   | 4–0     | Vòng loại giải vô địch bóng đá thế giới 2014 |
| 6. | 15 tháng 6 năm 2013 | Sân vận động Levy Mwanawasa, Ndola, Zambia       | Sudan    | 1–0   | 1–1     | Vòng loại giải vô địch bóng đá thế giới 2014 |